# Anigraea albomaculata
Anigraea albomaculata là một loài bướm đêm trong họ Noctuidae.